# Skopanie (przystanek kolejowy)
Skopanie – przystanek osobowy oraz ładownia publiczna w Skopaniu, w województwie podkarpackim, w Polsce. 1 września 2009 zawieszono kursy pociągów pasażerskich przejeżdżających przez przystanek na odcinku Tarnobrzeg–Mielec–Dębica, które zostały przywrócone 15 grudnia 2024. 8 sierpnia 2025 roku spółka PKP Polskie Linie Kolejowe S.A. podpisała umowę z spółką Swietelsky Rail Polska sp. z o.o na wykonanie robót budowlanych na linii kolejowej nr 25 na odcinku Padew – Tarnobrzeg – Sobów – Sandomierz, przy którym znajduje się przystanek, co nastąpiło w wyniku rozstrzygnięcia 21 marca 2025 roku przetargu ogłoszonego 4 września 2024 roku przez spółkę PKP Polskie Linie Kolejowe S.A.